# Acquedolci
Acquedolci (Acquaruci in siciliano, Euadauza o "la Marina", in galloitalico) è un comune italiano di 5 560 abitanti della città metropolitana di Messina in Sicilia. Il dialetto parlato ad Acquedolci è il siciliano nella forma eteroglossa del galloitalico.

## Geografia fisica
Acquedolci è un Comune italiano che si affaccia sulla costa tirrenica settentrionale siciliana di fronte alle Isole Eolie. L'abitato si sviluppa alle falde del Monte di San Filadelfio o monte San Fratello, un massiccio calcareo alto 816 m, popolarmente chiamato dagli abitanti del posto ‘U Munti ("la Montagna"). Il centro abitato sorge lungo l'omonima pianura che origina il proprio nome da un piccolo torrente che corre lungo il Monte.  Nella estrema propaggine nord del Monte si trova il  Pizzo Castellaro che ospita la Grotta di San Teodoro, sito paleontologico affidato alla custodia del Parco Archeologico del Tindari e ricadente nell'area protetta del Parco Naturale dei Nebrodi. Il geosito conserva una documentazione della storia faunistica e antropologica preistorica della Sicilia essendo stato interessato da rinvenimenti di inumazioni umane che testimoniano la presenza umana sul territorio entro uno spazio di tempo valutabile, all'incirca, tra il 12.000 e l'8.000 a.C. Dal punto di vista scientifico e culturale, ad Acquedolci sono documentate perciò tracce dell'ultimo periodo del Paleolitico Superiore italiano comunemente chiamato Epigravettiano finale e le tracce di alcune tra le più antiche sepolture del Mediterraneo.  Sulla sommità della montagna, nel territorio del comune di San Fratello, sorgono antichi insediamenti greco-romani ed il santuario normanno dedicato ai santi martiri Alfio, Filadelfo e Cirino.
Il territorio comunale di Acquedolci è delimitato dal torrente Furiano ad ovest e dal torrente Inganno ad est. Il comune fa parte del Parco dei Nebrodi. Il paese è distante 92 km da Messina e 125 km da Palermo . La pianura, ricca di acque sorgive nel sottosuolo, è attraversata da sette piccoli torrenti (denominati in epoca spagnola “baranche“) e conosciuti come “valloni” che da est sono: l’Acquafredda, il Favara, l’Acquedolci, il Cruzzuluddu, il Barranca, Canneto Abbate e Corvo.
Nel territorio comunale ci sono numerose contrade: Furiano, Badetta, Piano Telegrafo, Piano Cottone, Canneto Abate, Terreforti, San Pietro o Cruzzuluddu, Pilato, Catritti, Santacatrina, Nicetta, Vetrana, Marchiseo, Scorcianebbia, Castellaro, Cartolari, Barranca, Buonriposo, Tressanti, Buffone, Acquafredda, San Giacomo, Marina, Pianelle, Favara, Oliveto, Sant'Anna, Inganno, Sugherita, Tedesca. La maggioranza della popolazione risiede nel centro cittadino che si sviluppa attorno alla Chiesa Madre ed al Palazzo del Comune.
Sul territorio sono presenti colture agrarie di vigneti, oliveti, agrumeti e diversi frutteti. Il territorio si è rivelato ottimale per l'introduzione di coltivazioni di mango, papaya e kiwi.
Il clima è tipicamente mediterraneo ed è mitigato dal vicino Mar Tirreno e riparato dai venti caldi meridionali dal Monte San Fratello.

## Storia

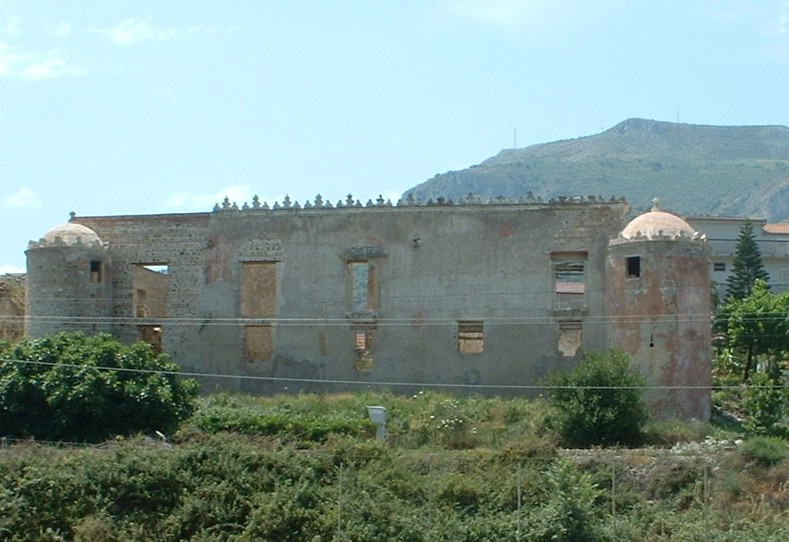
Il castello "Larcan-Gravina", edificato a partire dall'inizio del XIV secolo

## Una storia antica e affascinante
(cit. Tommaso Fazello -Lib. I – Dec. I-)

### Origini del nome
La storia di Acquedolci, denominata in epoca Romana "Aquae Dulces",nel Medioevo "Acquidulchi" e, durante il periodo del Regno di Trinacria "Acque Dulci", ha origini antiche che risalgono all'epoca Romana. Il nome stesso sembra derivare dal fatto che gli antichi romani, durante la Prima Guerra Punica, tra il 264 ed il 241 a.C., avevano individuato l'abbondanza di acqua potabile sul territorio e al largo della costa una sorgente sottomarina che consentiva loro i rifornimenti di acqua direttamente in mare. Nel Terzo Secolo a.C., Acquedolci era attraversata dalla Consolare Valeria ed era individuata come una località di sosta presso la quale era possibile cambiare muli e operare lo scambio di posta. La località divientò parte della "Tavola Peutingeriana". In epoca medievale, la via Valeria diventa anche Via Francigena percorsa da pellegrini che, ad Acquedolci, si riposavano negli Hospitalia vicini al Castello e si recavano alla Chiesa di San Giacomo, meta da tempo immemorabile di pellegrinaggi giacobei e distrutta durante le incursioni dei saraceni. 
Secondo alcuni racconti riportati da Benedetto Rubino la località attorno alla chiesa di San Giacomo, conosciuta anticamente come contrada "Tre Santi" ospitò per qualche tempo alcune reliquie dei tre santi martiri Alfio, Cirino e Filadelfo. 
La denominazione "Acquedolci" è avvolta nel mistero ma appare sempre più probabile che l'origine di questo nome non sia riconducibile agli scoli dei trappeti che lavoravano la canna da zucchero in epoca araba, poiché il nome è più antico di circa mille anni. Alla dominazione araba è invece riconducibile il nome della contrada Favara,toponimo che deriva il nome da fawwāra (in arabo ﻓﻮﺍﺭة?), con significato di “Polla d'acqua che sgorga, gorgogliando, con impeto” oppure "Getto d'acqua". 
La teoria dei trappeti che avrebbero dato nome alla località è tuttavia adottata per la realizzazione dello stemma comunale che viene descritto in questi termini: "alla piantagione di canna da zucchero, fiorita, al naturale, terrazzata di verde; alla campagna di argento mareggiata di azzurro". Tuttavia il nome del sito è ancora più antico dei trappeti stessi. 
Cicerone nel libro VII delle Verrine parla del porto commerciale e militare di Apollonia (l'antico nome greco di San Fratello), base per le imbarcazioni che difendevano la costa. Attraverso il "Carricatorum Aquarium Dulcium", Apollonia riforniva di viveri i romani e viveva del commercio dei prodotti locali (formaggi, olio, vino, frumento). 
Nell'Eneide sembrerebbe esserci traccia di questa località descritta come "casa delle ninfe", nei pressi di una grotta, dove scorrono "Acque Dolci" e dove Enea sbarca durante il suo peregrinare attraverso il Mediterraneo. 
È certo che, in epoca araba, era presente un fondaco, un magazzino attorno al quale ruotava il commercio dei prodotti locali. Di questa struttura, presumibilmente affiancata da una locanda, da un ricovero per i cavalli e da una stazione di posta, si ritrovano riferimenti sia negli scritti di Tommaso Fazello che cita le "Acquae deinde cognomate Dulce cum taberna Hospitatoria", sia negli scritti di Maurolico che annota "Acquae Dulce Fundaco".
L'antico porto di cui parla Cicerone si trovava probabilmente in via del Caricatore nei pressi del Castello. La "Taberna", di cui parla il Fazello, era posta nelle vicinanze dell'attuale stazione ferroviaria. La ricchezza di acqua nel territorio e la presenza di trappeti per la lavorazione dello zucchero sarebbero alla base dell'altra teoria sull'origine del nome.
Lo storico Carmelo Trasselli descrive il porto di Acquedolci ed in particolare la costruzione di una piccola tonnara ad opera del Barone Antonio Giacomo Larcan (che fu uno dei personaggi più importanti nella storia di Acquedolci) mettendo in relazione l'abbondanza di tonni con la presenza dell'uomo sul territorio in epoca preistorica.

### Aquae Dulces
Una delle teorie più affascinanti sull'origine del nome ha natura leggendaria. Secondo questa leggenda, sotto il territorio di Acquedolci scorrerebbero copiosi fiumi sotterranei, a causa dei frequenti smottamenti del monte San Fratello. Questi fiumi affiorerebbero a poche miglia dalla costa, rendendo l'acqua del mare dolce e potabile. La leggenda racconta inoltre, che gli antichi Romani, durante le guerre puniche, spesso attingevano acqua potabile direttamente in mare, evitando così di scendere sulla terraferma. Questa teoria dei fiumi sotterranei sembra essere confermata dalle recenti indagini effettuate nel sottosuolo dopo l'ennesima frana che ha colpito nel 2010, il paese di San Fratello. I rilevamenti indicano che la montagna rappresenta un enorme bacino idrico. Il nome Acquedolci quindi deriverebbe dalla presenza di sorgenti d'acqua dolce sul territorio. 

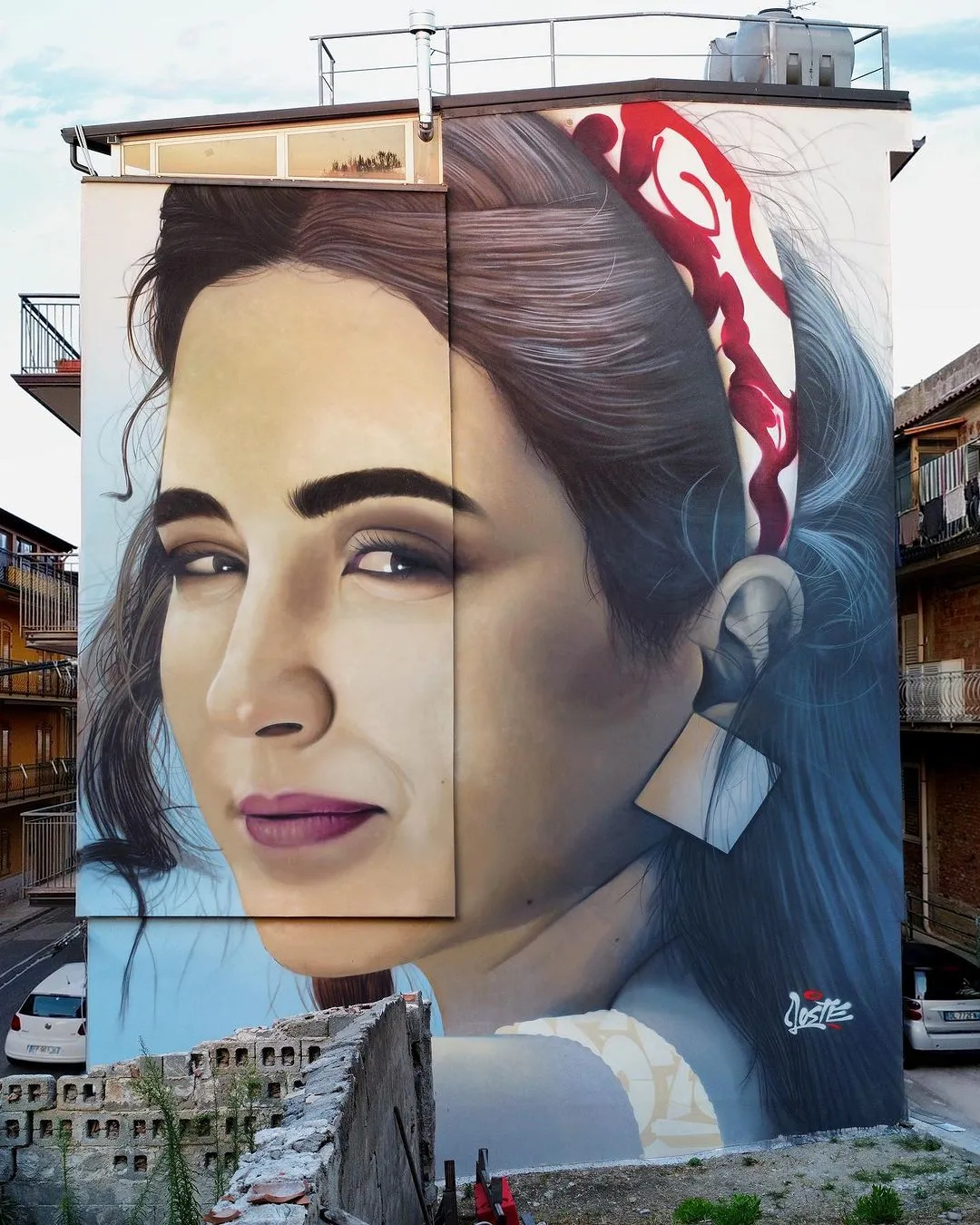
La Street Art organizzata dalla ProLoco Acquedolci sta diffondendo la bellezza attraverso opere d'arte di famosi street artist

### Periodo Spagnolo
La storia moderna dell'antico borgo ha origine tra la fine del XIV e l'inizio del XV secolo quando il feudo era possedimento di Federico II d'Aragona, figlio di Vinciguerra d'Aragona e cugino di Maria di Sicilia il quale si ribellò a Martino I di Sicilia e venne punito per il reato di fellonia. Dopo questi fatti, il feudo di "San Filadelfio et Aquidulchi" venne affidato al cavaliere "Angerio" o "Augerot" chiamato popolarmente Ugerotto della casata catalana dei Larcan. Fu Ugerotto ad avviare la costruzione della Torre dell'Atàlia che fu ultimata nel 1405 e fu il primo nucleo del complesso architettonico del Castello "Larcan-Gravina". Attorno alla Torre di Acquedolci si sviluppò un piccolo borgo abitato da contadini,mezzadri, servitori e allevatori al servizio del Barone. Il Feudo ad inizio Cinquecento contava circa 300 abitanti. 
Le Notizie storiche precedenti all'investitura di Ugerotto Larcan indicano che tra i feudatari di San Fratello e Acquedolci furono:
- il milite Giovanni De Bullas (1270 circa);
- Guillot d'Alisy (1276);
- Raymond de Puy-Richard, castellano, subentrato allo scutifer Guillot d'Alisy (1281);
- il milite Squarcia Riso per concessione di Carlo II d'Angiò (1299).

Dopo le guerre del Vespro:
- Damiano Palizzi-castellano di San Filadelpho (1305);
- Famiglia degli Alagona (1320);
- Guglielmo Ventimiglia, capitano aleramico e castellano (1356);
- Enrico I Rubeo (detto "il Conte"), conte di Aidone, per concessione di Federico IV (1361);
- Guglielmo Rosso(1378);
- Enrico II Rosso(1385)-castellano;
- Federico d'Aragona, cavaliere del regno di Trinacria (1392), reo di fellonia.

### L'epoca dei Larcan, la prosperità del feudo e lo schiavismo.
La presenza di un trappeto per la lavorazione dello zucchero è documentata intorno al 1400. La Torre di Acquedolci venne ingrandita e restaurata sul finire del XV secolo da Antonio Giacomo Larcan, figlio di Antonio Larcan e Giovanna Liages, in vista delle lotte di difesa della costa siciliana dai Saraceni. 
Nel 1498 Antonio Giacomo ottenne la licenza per fortificare la Torre "in la contrada dili "Acquidulchi" ed il permesso di costruire il Baglio (architettura) apponendo i merli difensivi (Merlo (architettura)) a coronamento delle mura (cit. P.Faranda-2001). Per ottimizzare al massimo le risorse del piccolo feudo, si fece anche ricorso alla manodopera di colore. I Larcan furono tra i maggiori acquirenti di schiavi neri al Mercato degli schiavi di Palermo (Storia della schiavitù) che vennero impiegati per la coltivazione delle terre e nei boschi per la raccolta ed il trasporto del legname. Acquedolci si trasformò pertanto in un avamposto militare spagnolo lungo la costa tirrenica siciliana ma anche in una importante realtà industriale poiché era sede di Mulini e di un opificio con la gualchiera per la lavorazione del baco da seta. Intorno al 1530 la Torre ospitò Carlo V d'Asburgo in cui onore venne realizzata una campana dagli artigiani Trusso di Tortorici. Nei pressi del Castello era presente una locanda con osteria, come annotato da Tommaso Fazello.
Alla morte di Antonio Giacomo,il feudo passò al primogenito Vincenzo Larcan. Il fratello Giovanni Francesco fu cadetto e sposò Felice Mancia.
Nel 1555 Vincenzo Larcan fece costruire un Trappeto (frantoio) di Cannamele valorizzando così le antiche coltivazioni di canna da zucchero introdotte dagli Arabi. 

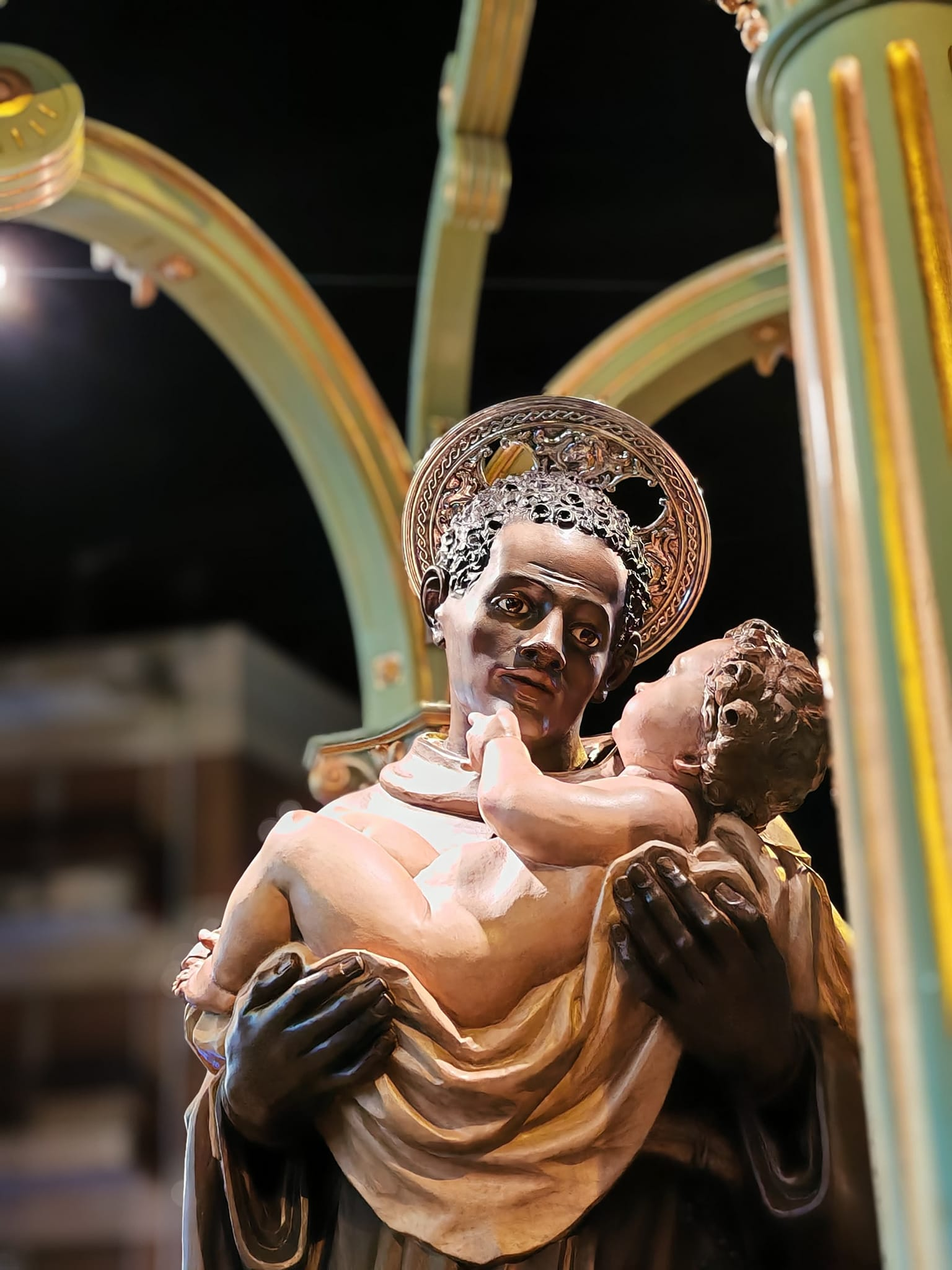
Il patrono di Acquedolci è San Benedetto il Moro (al secolo Benedetto Manasseri 1524-1589)

La lavorazione dello zucchero riattivò sul territorio le attività dei carpentieri, dei boscaioli dei trasportatori, dei ceramisti. Il feudo divenne abbastanza prospero ed Acquedolci divenne una località siciliana rinomata assieme a Ficarazzi, Trabia e Partinico per la lavorazione dello zucchero. 
Alla morte di Vincenzo, avvenuta nel 1600, gli successe la figlia Aldonza Larcan che sposò il nobile spagnolo Giovanni Soto, segretario del principe Giovanni d'Austria. Ad Aldonza va attribuita la donazione di un beneficio ai frati francescani costituito da un terreno e della somma necessaria per la costruzione del Convento di San Fratello oggi Santuario di San Benedetto il Moro. In tal senso, Aldonsa ed il cugino Vincenzo Larcan (frà Benedetto Larcan figlio di Giovanni Francesco) furono tra i maggiori propugnatori del processo di canonizzazione di frà Benedetto Manasseri del quale sia Aldonza che Vincenzo definiscono "cugino", la madre del santo era infatti una schiava dei Larcan che si erano imparentati con i nobili Lanza (famiglia) di San Marco d'Alunzio. Aldonza non ebbe discendenza e alla sua morte, il feudo passò alla sorella Giulia che non ebbe figli maschi. La figlia Vincenza sposò Gaspare Lucchesi nel 1595. Ad ereditare il feudo fu Giuseppe della famiglia Lucchesi.

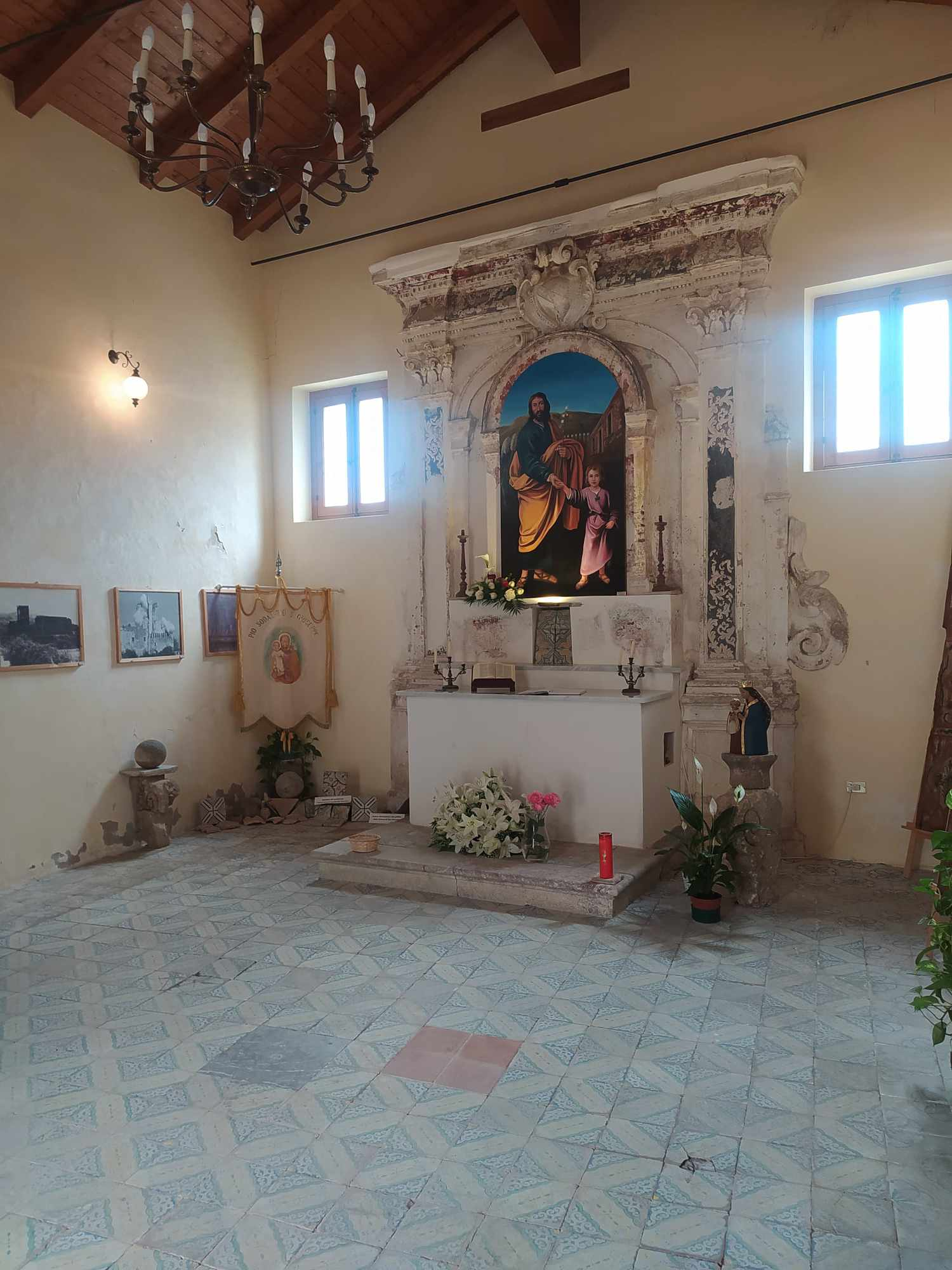

### I Gravina
I figli di Giuseppe Lucchesi si chiamavano Gaspare il maggiore e Pietro il cadetto. Gaspare non ebbe figli ed a Pietro che non si sposò, succedette la sorella Giulia che fu madre di Anna Maria che sposò il principe Ferdinando Francesco Gravina, Principe di Palagonia.
Nei secoli successivi, attorno all'imponente torre (oggi rudere), si sviluppò un castello che venne ingrandito dalla famiglia Gravina (famiglia) e divenne nel '700 residenza sul feudo del Principe di Palagonia Ferdinando Francesco che decise di abbandonare la coltivazione della canna da zucchero risalente all'epoca araba e reintrodotta da Vincenzo Larcan nel Cinquecento. 
All'interno della struttura si trova la Chiesa di San Giuseppe (attualmente sconsacrata) che custodisce un altare barocco e l'originario pavimento maiolicato.

### Il Castello
Il complesso architettonico del castello "Larcan-Gravina" è oggi di proprietà del Comune. Il piccolo borgo della "Marina Vecchia" rappresenta la parte più antica dell'abitato. La piccola chiesa di San Giacomo, costruita tra l'VIII e il IX secolo, meta di pellegrinaggi, venne più volte distrutta dai Saraceni, ricostruita nel 1362, venne restaurata nel XVIII secolo e negli anni novanta del secolo scorso. Interessante sotto il profilo architettonico è anche il piccolo Borgo sviluppatosi in località Nicetta, attorno alla chiesa di Sant'Aniceto. Altre borgate storiche sono l'Oliveto e S. Anna nei pressi della strada statale per Cesarò.

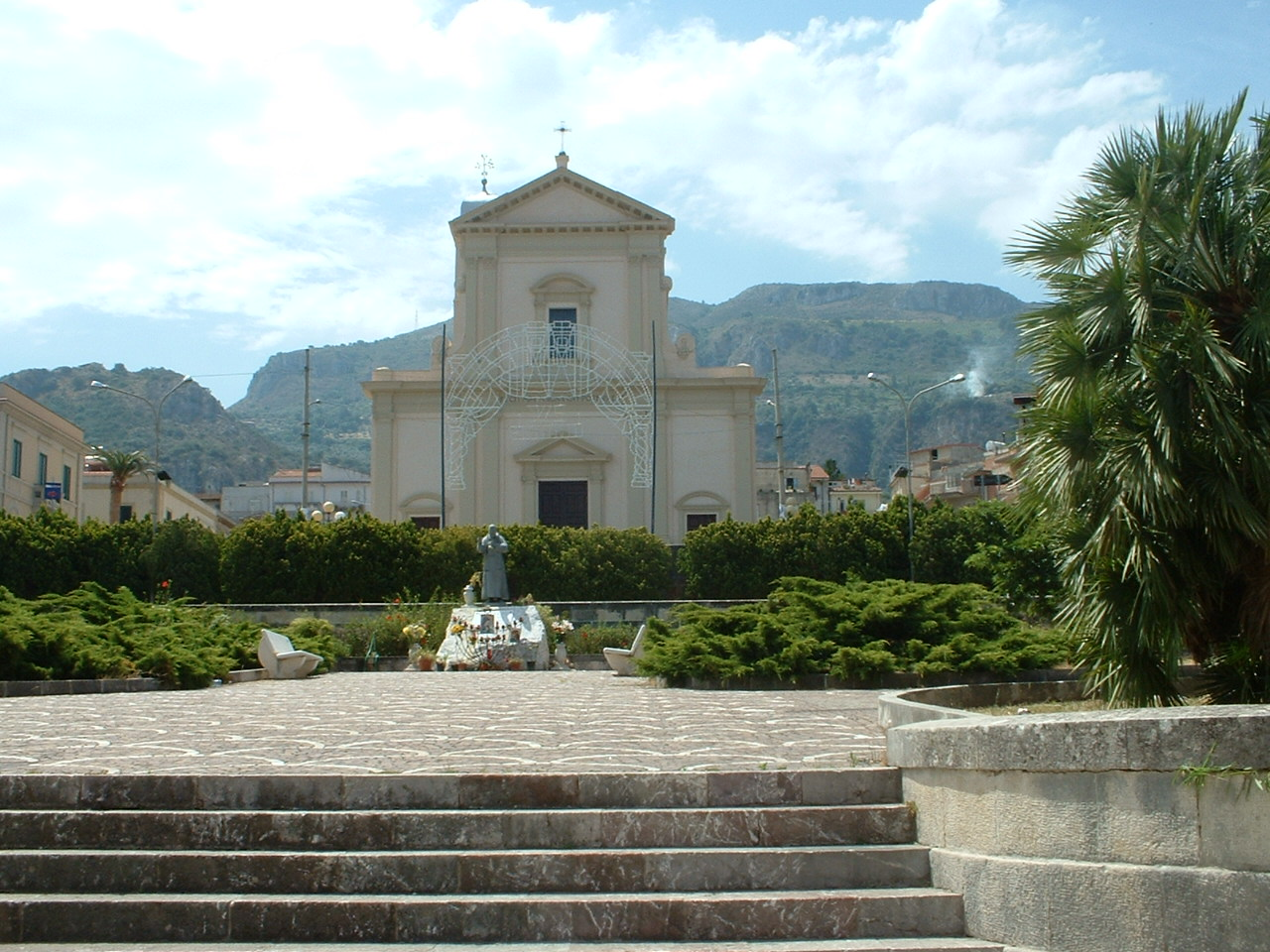
Chiesa Madre Maria Santissima Assunta. Sullo sfondo il Monte San Filadelfio

### Il Novecento
L'attuale centro abitato (Marina Nuova) fu costruito a partire dal 1922, in seguito alla frana che colpì il vicino paese di San Fratello, antico borgo posto a 675 m s.l.m. e fondato durante la conquista normanna della Sicilia da una colonia di Lombardi provenienti con tutta probabilità dal Monferrato
In piena notte, l'8 gennaio 1922, un imponente smottamento colpiva il centro abitato di San Fratello distruggendo i tre quarti delle abitazioni e oltre dieci chiese. L'evento causò almeno due vittime e circa 9 mila sfollati. Migliaia di persone in fuga cominciavano a stabilirsi in ricoveri di fortuna ad Acquedolci, all'epoca piccolo borgo che contava circa 800 residenti.  Gli sfollati della frana che si rifugiarono ad Acquedolci, vennero accolti dalla Società Operaia "La Marina" di Acquedolci e trovarono rifugio all'interno del Castello, in contrada Tressanti e in località Buonriposo. Questo catastrofico evento, influenzò la storia del territorio a tal punto che il governo, grazie all'impegno del generale Antonino Di Giorgio, varò la legge n. 1045 del 9 luglio 1922, che prevedeva la realizzazione di una imponente delocalizzazione- ricostruzione dell'abitato di San Fratello nella frazione "Acquedolci". Per l'occasione venne realizzato un progetto urbanistico per la fondazione di una elegante città giardino, che si ispira alle cittadine in stile liberty europee, caratterizzate da un'alternanza tra architetture pubbliche e spazi verdi. Acquedolci rappresenta uno dei primi piani regolatori della storia italiana post-unitaria. Il "Piano Acquedolci" prevedeva la realizzazione di un insediamento con ampie strade allineate e suddivise in isolati che fanno da contorno ai principali edifici pubblici. Le ampie strade e i grandiosi giardini avrebbero garantito ai residenti facili vie di fuga in caso di calamità.
In pochi anni si costruirono alloggi popolari dignitosi ed ampi, dotati di piccoli cortiletti (i cosiddetti bagli, in dialetto "Bagghi") conosciuti come "ricoveri stabili" in via Trento, in via Gorizia, in via Trieste ed in via Fiume. Il quartiere realizzato in questa area prese il nome di "Borgo Marina Nuova". In Via Armando Diaz, vennero edificati i cosiddetti "Padiglioni", abitazioni popolari a schiera ceduti ai disastrati della frana a prezzi di favore.  Vennero anche realizzate eleganti palazzine in stile liberty come il palazzo Ricca progettato da Alessandro Giunta, il Palazzo Di Giorgio progettato da Vincenzo Perrucchetti e ancora i palazzi Scaglione, Rotelli, Catania, LoCicero-Basile, Gerbano, Latteri-Manasseri, Sidoti e Mammana. Sempre in questo periodo vennero costruiti il Palazzo del Municipio (1924-1926) e la monumentale Chiesa Madre Santa Maria Assunta, conosciuta anche con il nome di Chiesa Madre San Benedetto il Moro, edificata tra il 1925 e il 1928 e caratterizzata da una imponente torre campanaria che funge da Torre civica e ospita 5 campane tra le quali la più grande, rifusa nel 1956 dopo i bombardamenti dell'agosto del 1943, si chiama  "Acquedolci" e annuncia le ore.
Sotto la dittatura fascista fu avviata la costruzione dell'edificio delle Poste e Telegrafi (oggi adibito a Caserma dell'Arma) e del complesso scolastico che ospita le scuole elementari. Il comune di Palermo finanziò l'"Asilo Infantile", progettato da Salvatore Roberti. Acquedolci è inclusa tra le città di fondazione nel periodo fascista, anche se la sua fondazione è avvenuta precedentemente, durante il primo governo Facta.
La veloce crescita demografica, la negazione di servizi alla frazione, il definirsi di una cultura locale, il mancato utilizzo ad Acquedolci dei contributi destinati a riparare i danni causati dai bombardamenti della II Guerra Mondiale, fecero aumentare i contrasti tra la frazione di Acquedolci e il comune di San Fratello, contrasti che sin dagli anni trenta erano in atto. Una delegazione rappresentava presso il comune di San Fratello le esigenze della sempre più popolosa Acquedolci. Nei primi anni cinquanta un gruppo di cittadini, guidati dal Parroco del paese don Antonino Di Paci, diede vita ad un comitato spontaneo che cominciò a reclamare con insistenza l'autonomia da San Fratello, ottenuta il 12 novembre e diventata esecutiva il 14 dicembre 1969. Le polemiche e le rivendicazioni patrimoniali, conseguenti alla conquistata autonomia, a distanza di quasi mezzo secolo, non sono ancora terminate ed è ancora in corso la procedura per la divisione patrimoniale tra i comuni di Acquedolci e San Fratello.

### Simboli
Lo stemma e il gonfalone sono stati concessi con decreto del presidente della Repubblica del 15 dicembre 1981.
Lo stemma del comune di Acquedolci è così descritto:
Il gonfalone è un drappo di colore verde caricato dell'arma sopra descritta riccamente ornato di fregi d'argento.

## Monumenti e luoghi d'interesse
I monumenti principali del paese sono:
- il castello "Larcan-Gravina" (sec. XVII)  con i ruderi della torre Atàlia costruita dal cavaliere crociato Ugerotto Larcan De Soto a partire dall'anno 1398;
- il palazzo del municipio (1924-1926) progettato da Giovanni Giordano. Prospetto in stile eclettico con Cimiero l'uccello Gaipa bianco e Motto Spero simbolo dei Gravina che furono signori del feudo di San Fratello e Acquedolci. Il palazzo municipale si ispira ai palazzi tardorinascimentali ed è ubicato al centro di piazza Vittorio Emanuele III, che ospita la fontana dei delfini. Il parco urbano separa l'edificio religioso dall'edificio politico[10].
- Monumento ai caduti di tutte le guerre.
- Cimitero monumentale Comunale, progettato dall'arch. Giovanni Giordano autore del progetto della chiesa cimiteriale che ricalca lo stile gotico lombardo con il suo caratteristico rosone traforato. Nel cimitero di Acquedolci si trovano i monumenti funebri degli economisti Giuseppe Ricca Salerno e Paolo Ricca Salerno, dello storico Benedetto Rubino, del politico Filadelfio Caroniti e dei generali Cirino Rubino, Francesco Ricca e Giuseppe Artale (1879–1952).
- Fontana dei Delfini (1924), in piazza Municipio.

### Marina vecchia, Castello e Torre Atàlia
Marina vecchia rappresenta il borgo storico del comune di Acquedolci (cittadina costruita a partire dal 1922 e conosciuta come Marina nuova). Il borgo della marina, è delimitato dalle vie Castello e Apollonia. Il centro del quartiere è in via Vecchia marina, strada di collegamento che unisce il centro alla zona balneare del "Buffone". Particolare rilevanza architettonica rappresentano i ruderi del vecchio castello e del Maschio (architettura) della Torre Atàlia, edificata a fine Anni 1390 dal cavaliere Ugerotto Larcan. All'interno del castello, uno dei primi a pianta quadrata di Sicilia, si trova il baglio più antico dell'isola risalente al Regno di Trinacria e sono ancora riconoscibili le cantine, gli appartamenti privati del principe Francesco Ferdinando di Palagonia e i saloni. Tra le rovine si trova la sconsacrata chiesetta di San Giuseppe che custodisce l'altare settecentesco di San Giuseppe. In questa chiesa, risalente ai primi anni del '500, i contadini e gli schiavi del signore del feudo si recavano a pregare. Ha inizio in questi luoghi la storia di Benedetto da San Fratello, nato da schiavi originari dell'Africa. La madre del santo, Diana Larcan, viveva in questo castello che venne edificato lungo un arco temporale compreso tra il XVII e il XVIII secolo. La Torre Atalia fece parte del complesso di torri d'avvistamento fatte rinforzare da Carlo V, nel XVI secolo, per la difesa delle coste siciliane contro i Saraceni e finì per costituire la parte importante del castello attorno al quale si sviluppò nel XVI secolo il borgo delle Acquedolci. La Marina vecchia è costituita anche da un nucleo di case settecentesche, alcune delle quali si trovano in una situazione di grave degrado. Il borgo della Marina vecchia comprende anche la chiesetta di san Giacomo che si trova lungo l'antica Via Francigena ed è meta di pellegrinaggi.

### Architetture religiose
- Chiesa di San Benedetto il Moro o chiesa madre Beata Vergine Assunta (1926-28). È sede dell'unica parrocchia europea dedicata a san Benedetto il Moro e custodisce opere in cartapesta e sculture lignee, un pregiato Crocifisso attribuito allo scultore siciliano Filippo Quattrocchi dipinti di Giorgio Pinna, la preziosa Dormizione di Maria e alcuni preziosi mosaici di Marko Ivan Rupnik.
- Chiesa di San Giacomo Maggiore (XVIII secolo): custodisce il simulacro ligneo di San Giacomo del XVII secolo. La chiesa è stata più volte ricostruita: si hanno notizie dell'edificio sin dall'XI secolo con il vescovo Timoteo autore di un diploma di consegna;
- Chiesa rurale di Sant'Anna;
- Chiesa rurale di Sant'Aniceto edificata dalla famiglia Pignatelli (famiglia);
- Chiesa sconsacrata di San Giuseppe alla Torre al Castello di Acquedolci (1500 circa);
- Chiesa Maria SS. Assunta presso Istituto Padri Giuseppini del Murialdo;
- Cappella del Sacro Cuore presso Suore Riparatrici del Sacro Cuore;
- Cappella cimiteriale (1930).

### Grotta di San Teodoro
Nei pressi del Pizzo Castellaro si trova la grotta di San Teodoro. All'interno sono state ritrovate le ossa della donna più antica di Sicilia alla quale è stato attribuito il nome di Thea, risalenti a circa 11 000 anni fa, e ossa di ippopotami, elefanti e feci di iene risalenti a 200 000 anni fa.
Nella grotta si rifugiarono intorno all'anno mille i monaci basiliani in fuga dall'oriente Iconoclasta (Iconoclastia) che diedero il nome alla grotta dedicandola a san Teodoro martire dell'iconoclastia.

## Società

### Evoluzione demografica
Abitanti censiti

### Lingue e dialetti
Ancora oggi, tra gli abitanti di Acquedolci di origine sanfratellana, è parlato l'antico dialetto Galloitalico di Sicilia, in cui si riscontrano elementi del lombardo e del piemontese del XIII secolo, del francese e del provenzale. Gli abitanti originari di San Fratello sono infatti discendenti dei coloni e dei soldati provenienti dall'Italia settentrionale e dalla Francia meridionale che si stanziarono in queste zone con la conquista normanna della Sicilia. Ad Acquedolci il dialetto sanfratellano ha dato vita ad una eteroglossia interna del dialetto che è oggetto di studio da parte delle Università siciliane che riscontrano in questo dialetto i caratteri tipici del siciliano letterario.

### Tradizioni e folclore

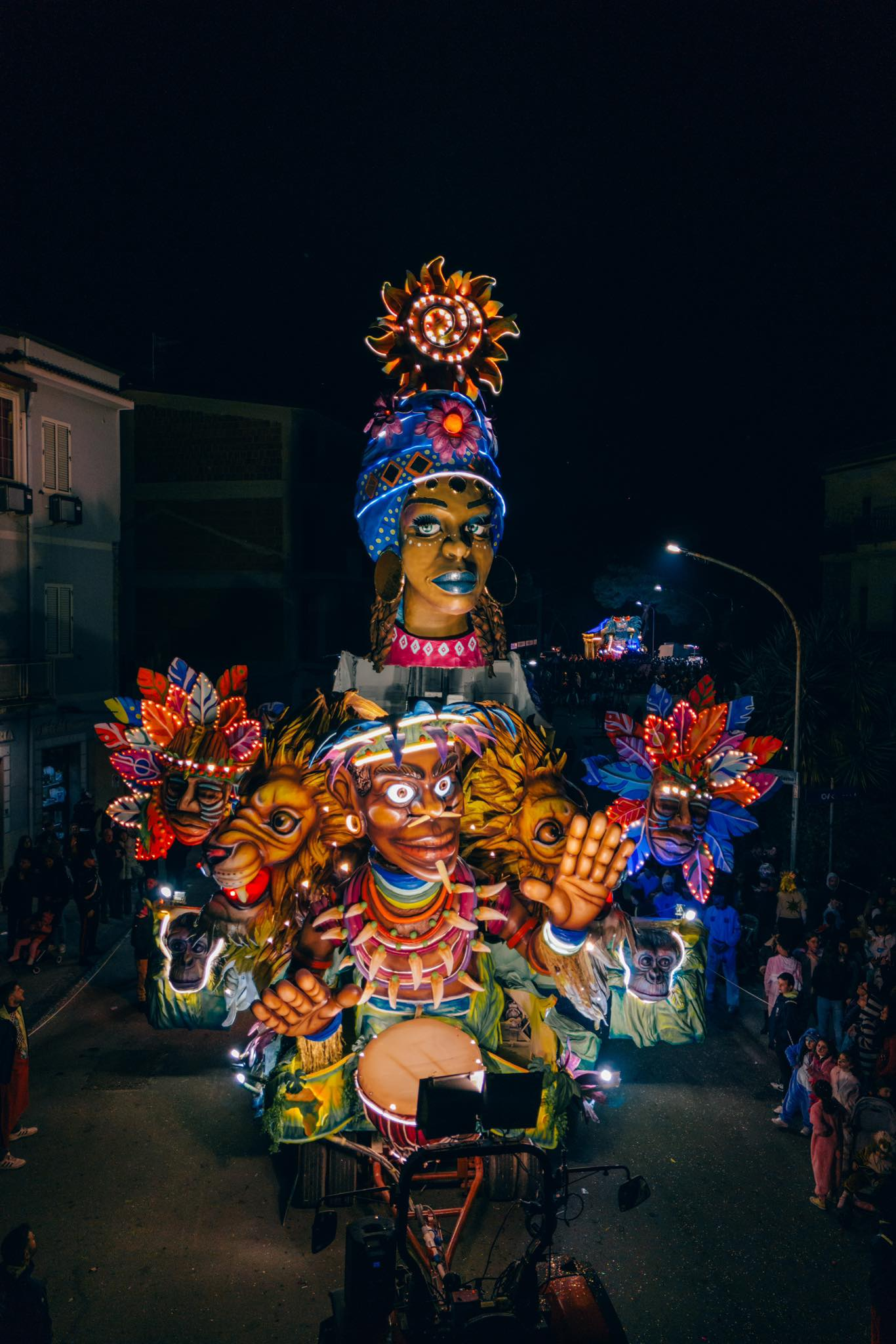
Il Carnevale di Acquedolci è uno dei più rinomati di Sicilia

- Il Carnevale di Acquedolci è uno dei più rinomati di SiciliaCarnevale di Acquedolci: la maschera ufficiale è Doroteo, divertente e coraggioso burlone, raffigurato assiso sul suo trono che è il Castello del paese. È affiancato dal Campanile che è simbolo dell'Autonomia di Acquedolci ed impugna il suo scettro di Saccharum officinarum con il quale difende la comunità dalla tristezza.
- Il 14 maggio si svolge la “Fiera Storica” che precede la festa di San Giuseppe e che rientra tra le fiere storiche di Sicilia. La Fiera, che originariamente era una fiera del bestiame, venne istituita  nel 1499 da Antonio Giacomo Larcan. Anticamente questa fiera si svolgeva in spiaggia, oggi si svolge lungo le strade del centro cittadino.
- Il 7 agosto viene solennemente festeggiato il santo patrono San Benedetto il Moro.
- La terza domenica di Maggio si festeggia il compatrono San Giuseppe.
- Il 15 agosto si svolge la processione Dormitio Virginis.
- Durante la Settimana Santa viene allestito in chiesa il "sepolcro", adornato con i tradizionali laurini, piatti con steli di grano, germogliati sull'ovatta in assenza di luce, abbelliti con fiori e nastri di stoffa. Le statue dell'antico Crocifisso ligneo e dell'Addolorata vengono portate in processione durante la Via Crucis del Venerdì Santo.
- Il 12 Ottobre si svolge la "Fiera d' Autunno" .

## Economia
Le attività economiche prevalenti sono l'agricoltura (settori agrumicoli e oleario) e l'artigianato. L'artigianato tipico è caratterizzato dalle lavorazioni di legno, ferro e marmo.

## Amministrazione
Di seguito è presentata una tabella relativa alle amministrazioni che si sono succedute in questo comune.
| Periodo          | Periodo          | Primo cittadino      | Partito              | Carica  | Note |
| ---------------- | ---------------- | -------------------- | -------------------- | ------- | ---- |
| 7 giugno 1970    | 15 giugno 1975   | Salvatore Mazzullo   | Lista civica         | Sindaco |      |
| 15 giugno 1975   | 10 agosto 1977   | Benedetto Di Giorgio | Lista Civica         | Sindaco |      |
| 29 maggio 1978   | 28 dicembre 1992 | Giuseppe Terranova   | Democrazia Cristiana | Sindaco |      |
| 29 dicembre 1992 | 20 marzo 1993    | Carmelo Caiola       | Democrazia Cristiana | Sindaco |      |
| 7 giugno 1993    | 1º dicembre 1997 | Antonino Galati      |                      | Sindaco |      |
| 1º dicembre 1997 | 28 maggio 2002   | Antonino Galati      | Lista civica         | Sindaco |      |
| 28 maggio 2002   | 15 maggio 2007   | Salvatore Oriti      | Lista civica         | Sindaco |      |
| 15 maggio 2007   | 12 giugno 2017   | Cirino Gallo         | Lista civica         | Sindaco |      |
| 12 giugno 2017   | in carica        | Alvaro Riolo         | Lista civica         | Sindaco |      |

### Altre informazioni amministrative
Il comune di Acquedolci fa parte delle seguenti organizzazioni sovracomunali: regione agraria n.4 (Montagna litoranea dei Nebrodi).

## Infrastrutture e trasporti
Il comune è attraversato dalla strada statale 113 Settentrionale Sicula, ed è servito dalla stazione di Acquedolci-San Fratello posta sulla linea ferroviaria Palermo-Messina.